# Supercell (음반)
〈supercell〉(슈퍼셀)은 supercell의 첫 번째 오리지널 앨범이다. 2009년 3월 4일에 GT music에서 발매되었다.

## 개요
supercell의 메이저 데뷔작이 되는 앨범이고 보컬은 모두 음성 합성 소프트 “하츠네 미쿠”를 사용하고 있다. 원래는 2008년의 “코믹 마켓 74”에서 자주제작반으로 발매된 것이며 메이저반에선 자주제작반의 수록곡에 더해 새롭게〈멜트〉,〈첫사랑이 끝날 때〉를 수록하고 있다. 또 음원은 전곡 리믹스, 리마스터되어 자주제작반과 비교해 음악의 음질이 현격히 향상했다.
초회반, 통상반 모두 CD, DVD의 2매 세트로 초회반만〈supercell works〉라는 제목의 화집이 부속된다. 또 점포별 구입 특전으로 애니메이트, 토라노아나, 게이머즈 등에서 포스터가(일러스트는 각각 다르다), Sony Music Shop에서 특제 마우스 패드가 부속된다.

## 매상
2009년 3월 3일의 오리콘 앨범 데일리 차트에서는 2만매 매상으로 첫등장 2위를 기록. 또 같은 해 3월 16일 첨부 앨범 위클리 차트에서는 초동 5·6만매 매상, 첫 등장 4위를 기록했다. 이에 따라 livetune feat.하츠네 미쿠의 “Re:package”의 최고 순위인 5위를 웃돌아, 하츠네 미쿠 관련 CD의 최고 순위를 갱신했다. 첫등장으로부터 3주째가 되는 3월 30일 부로 같은 차트에서도 24위에 랭크 인해 매상은 7만매를 돌파. 게다가 4주째가 되는 4월 6일 같은 차트에서는 36위에 랭크 인해 18위의 livetune feat.하츠네 미쿠 「Re:MIKUS」, 26위의 doriko feat.하츠네 미쿠〈unformed〉, 96위의 Super Producers feat.하츠네 미쿠〈EXIT TUNES PRESENTS Vocarhythm feat.하츠네 미쿠〉와 함께 하츠네 미쿠 관련작이 톱 100위권 내에 4작 동시에 랭크 인하는 쾌거가 되었다.
본 앨범을 넷에서 예약한 사람의 남녀비는 11대 9로 프로듀스를 담당한 시미즈 잇코는 이 숫자에 대해 “넷계 상품은 남성 9할도 드물지 않은데 여성의 지지가 몹시 강하다”라고 말하고 있다.

## 수록곡

### 메이저 앨범
이번 작의 수록곡에서는〈또 봐〉(またね)를 제외한 모든 악곡에 일러스트가 그려져 각각 가사 카드의 배경으로 있다.
Disc.01（CD）
1. 사랑은 전쟁(恋は戦争)
2. 하트 브레이커(ハートブレイカー)
3. 멜트(メルト)
4. 블랙★록 슈터(ブラック★ロックシューター)
5. 빙글빙글 마크의 대단한 녀석(くるくるまーくのすごいやつ)
6. 라인(ライン)
7. 월드 이즈 마인(ワールドイズマイン)
8. 첫사랑이 끝날 때(初めての恋が終わる時)
9. 거짓말쟁이의 퍼레이드(嘘つきのパレード)
10. 그 일 초 슬로우 모션(その一秒 スローモーション)
11. 뒤틀린 사람(ひねくれ者)
12. 또 봐(またね)

Disc.02（DVD）
1. 사랑은 전쟁
2. 사랑은 전쟁（자막 듦）
3. 월드 이즈 마인
4. 월드 이즈 마인（자막 듦）
5. 블랙★록 슈터
6. 블랙★록 슈터（자막 듦）
7. 사랑은 전쟁 러프 스케치 슬라이드 쇼
8. 멜트
9. 멜트（자막 듦）

### 자주제작(동인)반
자주제작반에는〈멜트〉와〈첫사랑이 끝날 때〉가 수록되어 있지 않다.
1. 사랑은 전쟁
2. 하트 브레이커
3. 블랙★록 슈터
4. 빙글빙글 마크의 대단한 녀석
5. 라인
6. 월드 이즈 마인
7. 거짓말쟁이의 퍼레이드
8. 그 일 초 슬로우 모션
9. 뒤틀린 사람
10. 또 봐

## 악곡 해설
본앨범의 수록곡중 5곡은 동영상 투고 사이트 “니코니코 동화”에서 공개된 곡이며 그 이외의 곡에 대해서는 2008년의 “코믹 마켓 74”에서 발매된 자주 제작반에서 초출이 되었다. 이러한 악곡은 본앨범의 수록에 임하며 드럼 외에는 거의 실제 연주가 되는 등 모두 새로 레코딩 해져서 니코니코 동화에 공개된 것이나 2008년의 자주제작반과는 소리가 다르다. 덧붙여 자주제작반의 악곡은 믹스를 제외하고 기본적으로 택록(자택 녹음)으로 만들어졌다.
사랑은 전쟁
（작사, 작곡：ryo　편곡：Yasuo Matsumoto）
2008년 2월 22일에, “하츠네 미쿠가 오리지널 곡을 노래해 줬어〈사랑은 전쟁〉”으로서 니코니코 동화에 투고, 발표되었다.
supercell 결성 후, 처음으로 니코니코 동화에 투고된 악곡. “단념할 수 없을 때는 부딪쳐 부서지는 것도 좋다. 그것에 수단은 없다”, “그것이 여물지 않은 사랑이지만 그러나 얼마나 좋아하는가 라는 것에 지나지 않는다”라는 컨셉으로, “앨범의 첫번째 곡”으로 제작되었다. 가사는 “사랑은 수단을 가리지 않는다”라는 것으로 시작되어, “상대가 뒤돌아 봐주지 않으면 물리적으로 보게 할 수밖에 없다. 그러니까 그녀가 옆에 있기 전에 스커트를 펄럭인다”는 이미지로 쓰여져 있다. 덧붙여 동영상의 투고는 2월 하순이지만, 가사를 쓰기 시작한 것은 설날부터로, 1월 상순에는 악곡이 이미 완성하고 있었다고 한다.
앨범의 쟈켓 및 동영상에 사용되고 있는 일러스트는 미와 시로가 담당. 니코니코동화에 투고된 동영상의 제작 당시 하츠네 미쿠를 대부분 몰랐던 미와는, “문외한 나름대로 할 수 있는 일도 있으므로, 자신의 그림으로 해보자고 생각하고 제작했다”라며, 굳이 “「미쿠=귀엽다」라는 흔히 있는 노선과는 다른 그리는 방법을 하려 했다”고 말했다. 그 결과, 일러스트의 미쿠는, redjuice가 "근사하다", "검다"라고 평가하는 것으로 완성됐다. 미와는〈울트라 점프〉에서 〈DOGS/BULLETS&CARNAGE〉를 연재하고 있어, 일러스트레이터에 프로 만화가를 기용했던 것의 반향은 컸고, 미와 가라사대, "선생님 일하라며 다양한 사람에게 꾸중 들었다"라며, ryo도 "미와 씨 사용해 뭐 하냐며 꾸중들었다"고 했다.
니코니코동화 상에서는 누계 재생수가 2008년 말까지 100만 회 이상을 기록했다.
하트 브레이커
（작사, 작곡：ryo　편곡：Keiji Kondo）
일러스트는 redjuice(시루)가 담당.
〈supercell works〉의 해설에서는, "조금 복고풍인 밴드 사운드를 의식해 제작된 악곡"이라고 소개했다.
멜트
（작사, 작곡：ryo　편곡：Yasuo Matsumoto）
자주 제작반에는 미수록.
2007년 12월 7일에, "하츠네 미쿠가 오리지널 곡을 노래해 줬어〈멜트〉"로서 니코니코동화에 투고, 발표되었다.〈supercell works〉에서는, 흔들리는 소녀의 감정을 생생하게 그린 악곡이며, ryo의 대표작으로 소개되고 있다. 지금 작의 수록곡 중에서는, 유일하게 supercell 결성 전에 발표되었다.
앨범의 쟈켓 및 동영상에 사용되고 있는 일러스트는 119가 담당. 다만, 이것은 "니코니코동화"에 투고된 당초엔 119의 일러스트를 ryo가 무단으로 사용한 것이며, 이 사건이 supercell 발족의 계기가 됐다(자세한 것은 supercell#데뷔를 참조). 〈supercell works〉에는 멜트 200만 재생을 기념한〈멜트 2M MIX〉가 공개될 때, 119가 악곡의 이미지를 반영해 그린 일러스트도 수록되고 있어, 또 앨범에 부속되는 DVD의 영상에서는 이러한 일러스트에 가세해 미와 시로의 일러스트가 사용되고 있다.
니코니코동화 상에서는 누계의 재생수가 2008년 8월 시점에서 250만 회, 2009년 3월 시점에서는 약 400만 회가 되었다. "니코니코 동화"상의 하츠네 미쿠 관련 악곡 중에서도 작품의 인용이 활발히 행해지고 있는 악곡의 하나이며, 동락곡을 커버한 다수의 "노래해 보았다" ,"연주해 보았다" 나, 영상을 더한 것 등 풀뿌리적인 확대를 보여〈멜트〉의 관련 동영상의 재생수는 2008년말의 시점에서 누계 1000만회 이상, 앨범의 패키지 이면에 게재되고 있는 공칭 및 발매 시점의 보도로는 1300만 재생을 넘었다고 여겨진다. 이러한 연유로, (근거가 되는 통계는 분명하지 않지만)〈멜트〉는 2008년에 인터넷으로 가장 많이 재생된 곡이라고 소개하는 보도도 있다.
블랙★록 슈터
（작사, 작곡：ryo　편곡：Yasuo Matsumoto）

2008년 6월 13일에, "하츠네 미쿠가 오리지널을 노래해 줬어〈블랙★록슈터〉"로서 "니코니코 동화"에 투고, 발표되었다.
앨범의 쟈켓 및 동영상에 사용되고 있는 일러스트는 huke가 담당. 트윈 테일의 소녀가 그려져 있지만, 이것은 하츠네 미쿠가 아니고,《블랙★록슈터》라는 huke 오리지널 캐릭터이며, 이 곡은 블랙★록슈터에게 한 눈에 반한 ryo가, 이 캐릭터의 악곡으로서 제작한 것이다.
니코니코 동화 상에서는 누계의 재생수가 2008년 말까지 100만 회 이상을 기록했다.
동곡의 반향을 받는 형태로,《블랙★록슈터》의 애니메이션화도 됐다.
후에 스플릿 싱글〈여길 봐 Baby/Yellow〉3곡째에 편곡도 ryo가 담당해, 2M MIX로서 다른 버전으로 싱글 컷 되었다.
빙글빙글 마크의 대단한 녀석
（작사, 작곡：ryo　편곡：Okuda Supa）
〈supercell works〉에 의하면, 다른 곡과는 이미지를 바꾸어 "때려넣음"을 의식해 만들어낸 곡이라고 소개되고 있다.
일러스트는 스가가 담당. 코믹컬한 곡의 즐거움을 전하는 것을 의식했다고 한다.
라인
（작사, 작곡：ryo　편곡：Keiji Kondo）
지금 작의 수록곡 중에서, 특히 ryo가 "추천"하고 있는 악곡. 베이스를 티슈공주, 기타를 okiya가 각각 담당하고, 호흡의 부분에서 사리야인이 참가했다.
일러스트는 마크가 담당.
월드 이즈 마인
（작사, 작곡：ryo　편곡：Yasuo Matsumoto）
2008년 5월 31일에, "하츠네 미쿠가 오리지널 곡을 노래해 줬어〈월드 이즈 마인〉"으로서 니코니코동화에 투고, 발표되었다.
"좋아하는 사람의 앞에서는 공주님같이 행동해도 괜찮지 않은가. 그것을 안 남자도 말하지 않고 그러한 식으로 시켜 주면 좋다"는 테마로 제작되었다. 타이틀에는 "지금 여기에 있는 너와의 세계는 나만의 물건"이라는 의미가 담겨져, "세상의 남성에게 그런 여성의 이기적임을 '귀엽다'고 생각하게 한다"가 악곡의 목적이다. ryo의 친구가 기타로서 참가하고 있다.
앨범의 쟈켓 및 동영상에 사용되고 있는 일러스트는 redjuice가 담당. ryo의 "어쨌든 귀여운 그림을"이라고 하는 요망에 응한 일러스트가 되어 니코니코동화의 전작〈사랑은 전쟁〉에서 미와 시로가 그린 "근사한 미쿠", "검은 미쿠"와 반대의, "귀여운, 애처로운 미쿠", "흰 미쿠"를 이미지 하고 있다. 이 악곡의 일러스트는 3매 있어, 각각 "공주님", "나를 봐!", "오래 기다렸습니다"가 테마가 되어 있다. 이 redjuice가 그린 "공주님"의 하츠네 미쿠를 입체화한 PVC 도장이 끝난 완성품 피겨가 "1/8 스케일 피겨 supercell feat.하츠네 미쿠 월드 이즈 마인"으로서 굿 스마일 컴퍼니에 의해 상품화되어 2009년 12월에 발매되었고, 2009년 5월에 방송된 같은 피규어의 텔레비전 CM에도 같은 곡이 사용되고 있다. 게다가 지크레스트의〈TinierMe〉(영문판)에도 가챠@셀피의 의상으로서 실장되었다. 일본어판인〈앳게임즈〉에도 후일 실장될 예정이다. 2011년 5월에는 미국에서 토요타 코롤라의 CM에 사용되었다.
「니코니코동화」상에서는 2008년 말까지 누계의 재생수가 100만회를 넘었다.
첫사랑이 끝날 때
（작사, 작곡：ryo　편곡：Keiji Kondo）
자주 제작반에는 미수록.
2008년 12월 12일에, "하츠네 미쿠가 오리지널 곡을 노래해 줬어 「첫사랑이 끝날 때」"로서 「니코니코동화」에 투고, 발표되었다.
지금 작의 수록곡 중에서는 가장 새롭고, 재생 시간이 5분 15초로 가장 길다. 「헤어짐」이 테마로, 「만약 처음부터 끝이 정해져 있을 때 바람직한 것은 그 한정된 시간 안에서 할 수 있는 일을 해 두는 일일까. 하지만 그것을 할 수 없다. 기분을 계속 미루다 끝날 때가 와 버린다」라는 이야기다. 작곡에는 시간을 들이지 않고, 반나절 정도로 행해져 그 만큼 믹스와 편곡에 시간이 할애해졌다. 「월드 이즈 마인」과 같이, ryo의 친구가 기타를 연주하고 있다.
앨범의 쟈켓 및 동영상에 사용되고 있는 일러스트는 미와 시로가 담당.
거짓말쟁이의 퍼레이드
（작사, 작곡：ryo　편곡：Keiji Kondo）
「supercell works」에서는 「개러지 밴드가 기세만으로 연주해 버린다!」이미지로 만들어진 악곡으로 소개되고 있다.
일러스트는 미와 시로가 담당.
그 일 초 슬로우 모션
（작사, 작곡：ryo　편곡：Keiji Kondo）
「라인」과 같이, 베이스를 티슈공주, 기타를 okiya가 각각 담당하고 있어, 호흡의 부분에서 사리야인이 참가하고 있다. ryo는 「supercell works」 중에서 이 악곡을 「한 눈에 반함이 테마입니다. 그 순간 1초밖에 걸리지 않는 것 같아요」라고 해설했으며, 또 앨범 중에서는 「가장 자신다운 팝」이라고 하고 있다.
일러스트의 담당은 미와 시로. 일러스트의 배경은 마크가 담당하고 있다. 덧붙여 「supercell works」에는 본 악곡이나 「사랑은 전쟁」을 위해서 그려진 마크에 의한 배경집도 수록된다.
뒤틀린 사람
（작사, 작곡：ryo　편곡：Okuda Supa）
「supercell works」에서는 올디즈적인 질감을 노린 악곡이라고 소개되고 있다.
일러스트는 huke가 담당.
또 봐
（작사, 작곡：ryo　편곡：Okuda Supa）
지금 작의 수록곡 중에서는 유일하게 일러스트가 존재하지 않고, 재생 시간이 41초로 가장 짧은 악곡.

## supercell works
초회 한정반에 부속되는 B5판 사이즈의, 앨범에 연동한 풀 컬러의 일러스트집. 2008년 8월 16일의 코믹 마켓 C74에서 자주제작반과 함께 반포된 것을 초회한정반의 특별 부속 아이템으로서복각한 것. 초회한정반에서는 일부 텍스트가 변경됐다. 앨범에 수록된 악곡의 해설과 함께 「니코니코동화」의 투고나 부속 DVD의 영상에 사용된 일러스트가 게재되고 있는 것 외에 ryo의 인터뷰 기사나 멤버의 한마디 코멘트 등을 수록했다.

## 크레딧
- all tracks and lyrics are composed：ryo
- guitar：okiya
- bass：감칠맛 나라 "공주" 밀크
- cover illustration：미와 시로
- cover & label artwork：huke
- package design：우사 요시키
- cover background：마크
- photography：헤이8로
- illustration：미와 시로, redjuice, huke, 스가, 마크, 119
- producer：Kazumitsu 일광 Shimizu
- director/artist management：Takayasu Kuroda
- products management：Yoshiaki Fukuda
- mixed engineer：Yasuo Matsumoto, Keiji Kondo, Okuda supa
- mastering engineer：Hidekazu Sakai
- authoring：SANKEN VISUAL Co.,Ltd.
- products coordination：Yukiko Takata
- sales promotion：Hiromi Kanehira
- media promotion：Kazuki Tawa, Yasuhiro Ogata, Hiroshi Fujiyoshi, Yuka Yano, Keiko Ohno, Kentaro Kaneda, Hikaru Tokuyama, Yuri Ichinose
- executive producer：Toyohiko Arimoto, Yu Tamura
- special thanks：golv, crow, guitar, 사리야, Village Vangard Record, Hiroyuki Itoh, Kimitaka Nishino